# Maria Gmytrasiewicz
Maria Gmytrasiewicz (ur. 11 lutego 1940 na Wołyniu) – polska ekonomistka, profesor nauk ekonomicznych, nauczyciel akademicki.

## Życiorys
Absolwentka Technikum Ekonomicznego w Elblągu, w 1963 ukończyła studia na Wydziale Finansów i Statystyki Szkoły Głównej Planowania i Statystyki w Warszawie (od 1991 Szkoła Główna Handlowa w Warszawie). W SGPiS uzyskiwała stopnie naukowe doktora (1969, na podstawie pracy pt. Problemy ewidencji środków produkcji i ich reprodukcji w księgowości przedsiębiorstw) i doktora habilitowanego (1979, w oparciu o rozprawę zatytułowaną Teoretyczne podstawy modeli ewidencji księgowej). W 1991 otrzymała tytuł profesora nauk ekonomicznych.
Od ukończenia studiów pracowała w SGPiS, a następnie w SGH. Była dyrektorem Instytutu Przetwarzania Danych i Rachunkowości (1989–1991) oraz kierownikiem Katedry Rachunkowości (1991–2012). Podejmowała również pracę m.in. w Wyższej Szkole Przedsiębiorczości i Zarządzania im. Leona Koźmińskiego, Uczelni Łazarskiego i Wyższej Szkole Finansów i Zarządzania w Warszawie.
Swoje zainteresowania naukowe koncentrowała na ogólnej teorii rachunkowości ze szczególnym uwzględnieniem metodologii, historii oraz funkcji i doktryny rachunkowości. Zajęła się również zagadnieniami rynku kapitałowego oraz tematyką rachunkowości finansowej przedsiębiorstw. Uzyskała członkostwo m.in. w Stowarzyszeniu Księgowych w Polsce, była członkinią Komitetu Standardów Rachunkowości przy Ministerstwie Finansów, a także redaktorem naczelnym „Problemów Rachunkowości” i „Forum Rachunkowości”,

## Odznaczenia
Odznaczona m.in. Krzyżem Kawalerskim Orderu Odrodzenia Polski (2011).

## Publikacje
- Rachunkowość Podstawowe założenia i zasady, Warszawa 2008.
- Rachunkowość finansowa, Warszawa 2002.
- Aktywa inwestycyjne przedsiębiorstw, Warszawa, 2002.
- Rezerwy w rachunkowości, Warszawa, 2001.
- Rachunkowość holdingów (współautor), Warszawa, 1996.